# Semiothisa agnitaria
Semiothisa agnitaria är en fjärilsart som beskrevs av Jacob Hübner 1823. Semiothisa agnitaria ingår i släktet Semiothisa och familjen mätare. Inga underarter finns listade i Catalogue of Life.